# Club Deportivo Santaní
El Club Deportivo Santaní es un club de fútbol de Paraguay, que milita en la Segunda División de Paraguay. Tiene su sede en la ciudad de San Estanislao, conocida popularmente como Santaní, en el Departamento de San Pedro. Fue fundado el 27 de febrero de 2009, tomando como base a la selección de la Liga Santaniana de Fútbol. Es uno los clubes profesionales más jóvenes del país.
Los colores que identifican al club son el negro y el blanco. El club ejerce sus partidos de local en el Estadio Juan José Vázquez, propiedad del Club Unión Agrícola, y tiene capacidad para unas 10000 personas.
El club también participa en la Categoría Honor de Futsal, segunda división del sistema de ligas de futsal del país.

## Historia
El Deportivo Santaní fue fundado el 27 de febrero del 2009, luego de que la Liga Santaniana de Fútbol se proclamó campeona del Torneo Pre-Intermedia, en su primera versión.
En su primer partido jugado en el Torneo de Intermedia 2010, el club logró un empate de visitante ante el Independiente de Campo Grande a cero goles. Héctor Sanabria fue el primer jugador que logró marcar un gol para la institución. El primer triunfo del Deportivo Santaní se dio en la tercera fecha del campeonato, en su primer partido de local, cuando le ganó con un 2-0 al Atlético Colegiales, con un doblete de Benicio Cañete y ante unos 3000 aficionados.
En la temporada de la Intermedia 2010, el Deportivo Santaní fue el equipo que más gente llevó a los estadios,[cita requerida] ya que en sus juegos disputados de local acumuló 15 887 espectadores, siendo el único equipo que juntó a más de mil personas por partido.
La primera participación en la Segunda División resultó ser bastante irregular, peleando siempre en la parte baja de la tabla. El equipo se volvió el más fuerte jugando de local, pues de sus trece encuentros, solo perdió uno, y fue en la penúltima fecha, ante el Deportivo Caaguazú. Todo lo contrario fue la mala campaña mostrada jugando de visitante, donde de trece partidos consiguió un triunfo y tres empates.
En las temporadas del 2011 y 2012, el cuadro santaniano quedó muy cerca de ascender a la máxima categoría, al finalizar en ambas oportunidades a escasos puntos de los primeros puestos.
No obstante, en la temporada 2014 fue el año en que el Deportivo Santaní al fin consiguió el anhelado objetivo. El conjunto sampedrano venció el domingo 12 de octubre de 2014 al Club Sport Colombia por 2 a 1, con tantos anotados por Arnaldo Zárate y Wilson Leiva, logrando su histórico acceso a la Primera División, a falta de dos jornadas para la conclusión del torneo de la División Intermedia. El novel club se convirtió así en el octavo proveniente directamente de las ligas regionales del interior del país y el tercero formado a partir de una selección de liga de "tierra adentro" (junto a Sportivo Carapeguá y Deportivo Capiatá) en acceder a la máxima división paraguaya.

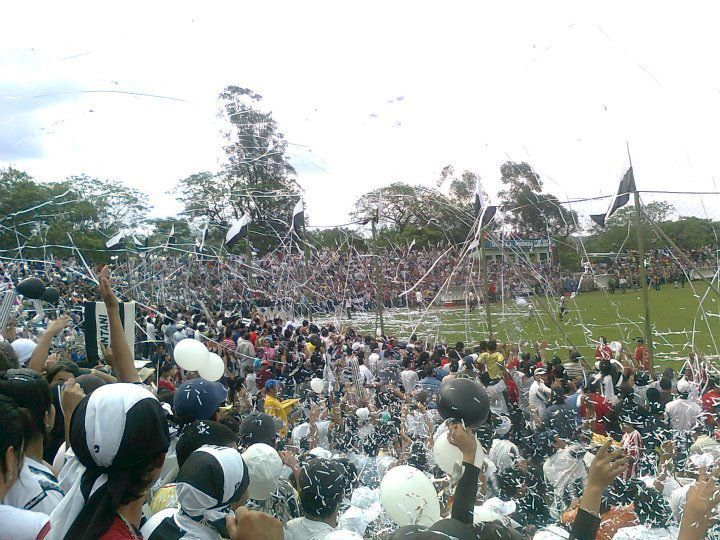
Hinchada de Santani

### En Primera División
El debut absoluto del club en Primera División se produjo el 1 de febrero de 2015, por la primera fecha del Torneo Apertura 2015 jugando de local en el Estadio Juan Canuto Pettengill de la ciudad de Itauguá, ante el Sportivo San Lorenzo, al cual derrotó por 2 a 0, con goles de Farid DJ Safuan. Esta victoria no solo significó su primer triunfo histórico, sino también convirtió a Farid DJ Safuan en el primer jugador de ascendencia africana que marcó el primer gol histórico para un equipo recién ascendido a Primera División.
En el Torneo Apertura culminó en la 9ª posición de la clasificación con 21 puntos.
En el Torneo Clausura realizó una mejor campaña y culminó en la 7ª posición de la clasificación con 26 puntos, pero pese a ello ocupó la penúltima posición en la tabla de promedios por lo que descendió.

### En Segunda División
En su retorno a la Segunda División en la temporada 2016, el club culminó en el cuarto lugar de entre 16 equipos, a 7 puntos de los puntos de ascenso.

## Estadio
El Club Deportivo Santaní juega en el Estadio Juan José Vázquez, propiedad del Club Unión Agrícola, en San Estanislao, se encuentra a 151 kilómetros de la capital, y tiene capacidad para unos 10000 espectadores.

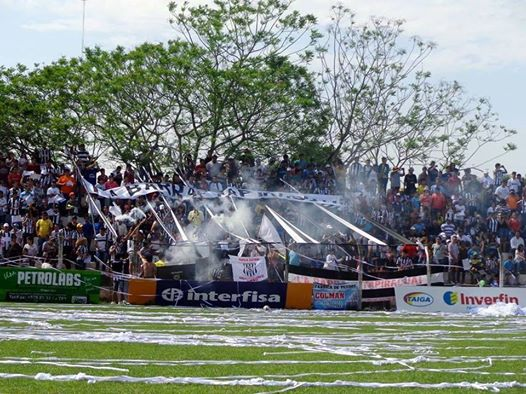
LBDT.

### Hinchada
La Barra del Tapiracuai es la barra organizada del club. El Deportivo Santaní se caracteriza por ser uno de los equipos con mayor apoyo de público cuando juega de local en su estadio.

## Copas internacionales
En la fecha 21 ante el empate con Guaraní de 2-2, logró su clasificación histórica a la Copa Sudamericana 2019. Terminó en la séptima posición del Puntaje Acumulado de Fútbol paraguayo en el 2018 con 50 puntos en 44 juegos. Se convirtió en el primer club, fuera de Asunción y Departamento Central en clasificarse a torneos CONMEBOL, en la primera fase de la Copa Sudamericana 2019 se enfrentó al Once Caldas de Colombia campeón de la Copa Libertadores de 2004 donde ganó la llave por 3 a 1, tras empatar 1-1 en la ida y ganar 2-0 en el partido de vuelta. Pero luego en la segunda fase enfrentó a otro equipo colombiano, La Equidad, dónde esta vez fue derrotado por un 4-1 global tras perder 2-0 en la ida y 2-1 en la vuelta respectivamente.

## Indumentaria
| Período           | Marca         |
| ----------------- | ------------- |
| 2010 - 2013       | Adonai        |
| 2014              | Garcis        |
| 2015              | Kappa         |
| 2016              | Garcis        |
| 2017 - 2019       | Saltarin Rojo |
| 2020 - Actualidad | Temple        |

## Jugadores

### Plantilla actual
- Actualizado el 3 de marzo de 2019

## Datos del Club
- Temporadas en Primera División: 3 (2015,2018-2019).
  - Primer partido: Deportivo Santaní 2 - 0 Sportivo San Lorenzo (1 de febrero de 2015).
  - Primer gol: Wilson Leiva (1 de febrero de 2015).
- Temporadas en Segunda División: 11 (2010-2014, 2016-2022). 
  - Primer partido: Independiente CG 0 - 0 Deportivo Santaní (21 de marzo de 2010).
  - Primer gol: Héctor Sanabria (Cerro Corá 3 - 2 Deportivo Santaní).
  - Primera victoria: Deportivo Santaní 2 - Atlético Colegiales 0 (4 de abril de 2010).

## Palmarés
- Como Deportivo Santani

### Torneos nacionales
| Torneos nacionales oficiales | Torneos nacionales oficiales | Torneos nacionales oficiales |
| Competición                  | Títulos                      | Subcampeonatos               |
| ---------------------------- | ---------------------------- | ---------------------------- |
| Segunda División (0/2)       |                              | 2014, 2017                   |

- Como Selección de la Liga Santaniana de Fútbol

| Torneos nacionales oficiales | Torneos nacionales oficiales | Torneos nacionales oficiales |
| Competición                  | Títulos                      | Subcampeonatos               |
| ---------------------------- | ---------------------------- | ---------------------------- |
| Torneo de Pre-Intermedia     | 2008/09                      |                              |

## Otros deportes
El equipo de futsal actualmente milita en la Categoría Honor, segunda división del sistema de ligas de futsal del país.